# Aleksandr Porchomovski
Aleksandr Porchomovski, född den 12 augusti 1972 i Moskva, är en israelisk före detta friidrottare som tävlade i kortdistanslöpning. Porchomovski tävlade för Ryssland fram till och med 1999 då han blev medborgare i Israel.
Porchomovskis främsta merit är bronset på 100 meter vid EM 1994 i Helsingfors. Han har vidare deltagit vid fem världsmästerskap och det bästa resultatet kom vid VM 1993 i Stuttgart då han slutade femma i sin semifinal.

## Personliga rekord
- 60 meter - 6,62 från 1998
- 100 meter - 10,12 från 1994